# Tivoli
Tivoli este un oraș și comună din Provincia Roma, Italia. În 2011 avea o populație de 52.496 de locuitori.
„Villa Adriana” (1999) și „Villa d'Este” (2001) din Tivoli au fost înscrise pe lista patrimoniului cultural mondial UNESCO.

## Evoluția demografică
Sursa: ISTAT.

## Clima
| Date climatice pentru Tivoli | Date climatice pentru Tivoli | Date climatice pentru Tivoli | Date climatice pentru Tivoli | Date climatice pentru Tivoli | Date climatice pentru Tivoli | Date climatice pentru Tivoli | Date climatice pentru Tivoli | Date climatice pentru Tivoli | Date climatice pentru Tivoli | Date climatice pentru Tivoli | Date climatice pentru Tivoli | Date climatice pentru Tivoli | Date climatice pentru Tivoli |
| Luna                         | Ian                          | Feb                          | Mar                          | Apr                          | Mai                          | Iun                          | Iul                          | Aug                          | Sep                          | Oct                          | Nov                          | Dec                          | Anual                        |
| ---------------------------- | ---------------------------- | ---------------------------- | ---------------------------- | ---------------------------- | ---------------------------- | ---------------------------- | ---------------------------- | ---------------------------- | ---------------------------- | ---------------------------- | ---------------------------- | ---------------------------- | ---------------------------- |
| Maxima medie °C (°F)         | 12,3 (54.1)                  | 13,8 (56.8)                  | 16 (60.8)                    | 19,1 (66.4)                  | 23,6 (74.5)                  | 27,8 (82.0)                  | 31,6 (88.9)                  | 31,3 (88.3)                  | 27,6 (81.7)                  | 22,5 (72.5)                  | 16,9 (62.4)                  | 13,3 (55.9)                  | 21,3 (70,4)                  |
| Minima medie °C (°F)         | 1,9 (35.4)                   | 2,9 (37.2)                   | 4,5 (40.1)                   | 7 (44.6)                     | 10,4 (50.7)                  | 14 (57.2)                    | 16,4 (61.5)                  | 16,6 (61.9)                  | 14,1 (57.4)                  | 10,2 (50.4)                  | 6,2 (43.2)                   | 3,2 (37.8)                   | 8,9 (48,1)                   |
| Precipitații mm (inches)     | 74 (2.9)                     | 74 (2.9)                     | 61 (2.4)                     | 66 (2.6)                     | 56 (2.2)                     | 43 (1.7)                     | 28 (1.1)                     | 46 (1.8)                     | 71 (2.8)                     | 89 (3.5)                     | 104 (4.1)                    | 86 (3.4)                     | 798 (31,4)                   |
| Sursă:                       |                              |                              |                              |                              |                              |                              |                              |                              |                              |                              |                              |                              |                              |